# 一節切
一節切是日本的一种传统木管乐器，可能是日本尺八的前身乐器，名字源於制作樂器的竹子的年齡為一節分（十五日）。
《解体新書》的作者之一前野良澤是一名一節切演奏者。